# Портрет Александра Яковлевича Паттона
«Портрет Александра Яковлевича Паттона» — картина Джорджа Доу и его мастерской из Военной галереи Зимнего дворца.
Картина представляет собой погрудный портрет генерал-майора Александра Яковлевича Паттона из состава Военной галереи Зимнего дворца.
Во время Отечественной войны 1812 года полковник Паттон был шефом Тульского пехотного полка, отличился как в первом, так и во втором сражениях под Полоцком, в боях под Смоленском был ранен; за боевые отличия при изгнании Наполеона из пределов России был произведён в генерал-майоры. Во время Заграничных походов 1813 и 1814 годов сражался в Восточной Пруссии, Саксонии, Голландии и Франции, причём с начала 1814 года командовал 2-й бригадой 14-й пехотной дивизии.
Ошибочно изображён в генеральском мундире, введённом для пехотных генералов 7 мая 1817 года, — Паттон этот мундир носить не мог, поскольку скончался в начале 1815 года и должен быть изображён в мундире образца 1808 года с двумя рядами пуговиц. На шее кресты орденов Св. Анны 2-й степени с алмазами и Св. Владимира 3-й степени; справа на груди серебряная медаль «В память Отечественной войны 1812 года» на Андреевской ленте. Подпись на раме с ошибкой в фамилии: А. Я. Питтонъ, Генералъ Маiоръ.
7 августа 1820 года Комитетом Главного штаба по аттестации Паттон был включён в список «генералов, заслуживающих быть написанными в галерею» и 25 июля 1822 года император Александр I приказал написать его портрет. Гонорар Доу был выплачен 29 декабря 1824 года и 16 октября 1826 года. 18 октября 1826 года готовый портрет был принят в Эрмитаж. Предыдущая сдача готовых портретов для Военной галереи состоялась 15 июня 1826 года, поэтому считается, что портрет Паттона был написан между этими датами. Поскольку Паттон скончался в начале 1815 года, то должен существовать портрет-прототип, на котором основывался Доу — этот портрет современным исследователям неизвестен.